# Asuerus Kymmell
Asuerus Kymmell (Assen, 10 augustus 1855 – aldaar, 30 januari 1931) was een Nederlands ambtenaar en politicus. Hij was refendaris bij de Drentse provinciale griffie en gemeenteraadslid van de gemeente Assen.

## Leven en werk
Kymmell werd geboren als zoon van gemeentesecretaris  Georg Rudolph Wolter Kymmell en Anna Clasina Ovink. Hij rondde de R.H.B.S. af in Assen en werd daarna in 1875 buitengewoon beambte bij de provinciale griffie van Drenthe. In 1885 werd hij daar benoemd tot commies-afdelingschef. Zijn laatste functie bij de griffie was de in 1920 ingestelde functie van refendaris. Hij was ondermeer belast met het toezicht op de gemeentebesturen. In 1921 kreeg hij eervol ontslag vanwege het bereiken van de 65-jarige leeftijd.
In 1896 werd hij lid van de gemeenteraad van Assen voor de Liberale Unie. Hij zou dit meer dan dertig jaar blijven. Met name financiële aangelegenheden hadden zijn aandacht en heel wat jaren was hij belast met het controleren van de rekeningen. Hij kreeg ook kritiek te verduren. Tijdens zijn laatste campagne als lijsttrekker in 1927 deelde de afdeling Assen van de Vrijheidsbond strooibiljetten uit waarin gesteld werd dat in de gemeenteraad ‘voortreffelijke mannen’ zitting moesten nemen. Dit noopte zijn politieke tegenstander mr. Kalma tot het commentaar dat Kymmell weliswaar een voortreffelijk ambtenaar was, maar dat er van raadsleden iets anders gevraagd werd, en dat Kymmell in de raad toch vooral ‘voortreffelijk gezwegen’ had. Toen hij in 1927 aftrad als raadslid, was hij de nestor van de Assense raad en vanwege zijn familiale afkomst, zijn politieke affiliatie en de duur van zijn politieke loopbaan, kan hij gezien worden als de laatste representant van het Herenbolwerk, de redelijk gesloten kaste van notabelen en bestuurders die tussen 1748 en 1888 in Drenthe de dienst uitmaakten.
Kymmell had ook verscheidene maatschappelijke nevenfuncties. Zo was hij penningmeester van de Asser Nutsspaarbank, lid van de Raad van Beroep der Directe Belastingen, commissaris van de Waterleiding Maatschappij, commissaris van de Drentsche Veen- en Middenkanaal Maatschappij, commissaris van de N.V. Kanaal Buinen-Schoonoord, commissaris van de N.V. Concerthuis, penningmeester van het Asser Rode Kruis en lid van de Oranjecommissie. Hij werd voor zijn maatschappelijke verdiensten gedecoreerd ridder in de Orde van Oranje-Nassau. 